# Janez Platiša
Janez Platiša (tudi Ivan), slovenski rimskokatoliški duhovnik, * 16. januar 1890, Sv. Ožbolt, † 28. oktober 1943, Čatež, Trebnje.

## Življenjepis
Rojen je bil v dolini Hrastnica v bližini Škofje Loke. Oče mu je bil Anton, kmet, mati mu je bila Gertruda (rojena Kermelj), kmetica. Kot deček je ministriral pri uršulinkah v Škofji Loki. Ker je bil nadarjen so ga poslali v Ljubljano v šolo. Bil je dober dijak. Po maturi je vstopil v ljubljansko bogoslovje. V mašnika je bil posvečen 16. julija 1914. Potem je bil tri leta kaplan v Šmarju, 9 mesecev v Metliki, pet let v Trebnjem, eno leto na Jesenicah, osem let pa v Komendi. Tu so ga leta 1933 aretirali in za šest mesecev zaprli v Ljubljani in Beogradu. Po zaporu je leta 1934 prišel v Smlednik za župnika. 
Preuredil je župnijsko cerkev in trg pred njo. Ustanovil je moško Marijino kongregacijo, pospeševal je Katoliško akcijo. Župnijo je zaradi vojne moral zapustiti, nastanil se je v Čatežu po Zaplazom. Skupaj z Viktorjem Vitigojem so ga zajeli nemški vojaki in ga umorili v gozdu v bližini Čateža. Trupli so našli ljudje čez deset dni, oba sta bila ustreljena v glavo. Pokopali so ju na pokopališču v Čatežu.